# 4-ヒドロキシベンゾイルCoAチオエステラーゼ
4-ヒドロキシベンゾイルCoAチオエステラーゼ(4-hydroxybenzoyl-CoA thioesterase、EC 3.1.2.23)は、以下の化学反応を触媒する酵素である。
4-ヒドロキシベンゾイルCoA + 水{\displaystyle \rightleftharpoons }4-ヒドロキシ安息香酸 + 補酵素A
従って、基質は4-ヒドロキシベンゾイルCoAと水の2つ、生成物は4-ヒドロキシ安息香酸と補酵素Aの2つである。
この酵素は加水分解酵素に分類され、特にチオエステル結合に作用する。系統名は、4-ヒドロキシベンゾイルCoAヒドロラーゼ(4-hydroxybenzoyl-CoA hydrolase)である。2,4-ジクロロ安息香酸の分解に関与している。

## 構造
2007年末までに7つの構造が解かれている。蛋白質構造データバンクのコードは、1HN1、1LO7、1LO8、1LO9、1Q4S、1Q4T、1Q4Uである。